# Maroko na Mistrzostwach Świata w Lekkoatletyce 2013
Maroko na Mistrzostwach Świata w Lekkoatletyce 2013 – reprezentacja Maroka podczas czempionatu w Moskwie liczyła 21 zawodników.

## Występy reprezentantów Maroka

### Mężczyźni
| Konkurencja                   | Zawodnik          | Eliminacje | Eliminacje | Półfinał | Półfinał | Finał    | Finał   |
| Konkurencja                   | Zawodnik          | Rezultat   | Pozycja    | Rezultat | Pozycja  | Rezultat | Pozycja |
| ----------------------------- | ----------------- | ---------- | ---------- | -------- | -------- | -------- | ------- |
| Bieg na 800 m                 | Amine El Manaoui  | 1:47,15    | 23. Q      | 1:49,08  | 21.      | NQ       | NQ      |
| Bieg na 800 m                 | Samir Jamma       | 1:46,94    | 20. Q      | 1:46,53  | 17.      | NQ       | NQ      |
| Bieg na 1500 m                | Abdalaati Iguider | 3:38,41    | 3. Q       | 3:44,36  | 21.      | NQ       | NQ      |
| Bieg na 1500 m                | Zakaria Mazouzi   | 3:40,76    | 26. Q      | 3:45,54  | 23.      | NQ       | NQ      |
| Bieg na 1500 m                | Mohamed Moustaoui | 3:39,20    | 16. q      | 3:36,12  | 3. Q     | 3:38,08  | 9.      |
| Bieg na 5000 m                | Othmane El Goumri | 13:31,08   | 16.        | —        | —        | NQ       | NQ      |
| Bieg na 5000 m                | Aziz Lahbabi      | 13:37,75   | 24.        | —        | —        | NQ       | NQ      |
| Maraton                       | Mohamed Bilal     | —          | —          | —        | —        | DNF      | -       |
| Maraton                       | Hafid Chani       | —          | —          | —        | —        | DNF      | -       |
| Maraton                       | Dżawad Gharib     | —          | —          | —        | —        | DNS      | -       |
| Bieg na 3000 m z przeszkodami | Jaouad Chemlal    | 8:36,29    | 32.        | —        | —        | NQ       | NQ      |
| Bieg na 3000 m z przeszkodami | Mohammed Boulama  | DNF        | -          | —        | —        | NQ       | NQ      |
| Bieg na 3000 m z przeszkodami | Hamid Ezzine      | 8:24,35    | 9. q       | —        | —        | 8:19,53  | 9.      |

### Kobiety
| Konkurencja                   | Zawodniczka          | Eliminacje | Eliminacje | Półfinał | Półfinał | Finał    | Finał   |
| Konkurencja                   | Zawodniczka          | Rezultat   | Pozycja    | Rezultat | Pozycja  | Rezultat | Pozycja |
| ----------------------------- | -------------------- | ---------- | ---------- | -------- | -------- | -------- | ------- |
| Bieg na 800 m                 | Malika Akkaoui       | 1:59,63    | 8. Q       | 2:02,29  | 16.      | NQ       | NQ      |
| Bieg na 800 m                 | Halima Hachlaf       | 2:00,04    | 11. Q      | 2:00,55  | 6.       | NQ       | NQ      |
| Bieg na 1500 m                | Rababe Arafi         | 4:07,84    | 8. Q       | 4:09,86  | 21.      | NQ       | NQ      |
| Bieg na 1500 m                | Siham Hilali         | 4:07,82    | 7. Q       | 4:05,32  | 7. q     | 4:09,16  | 11.     |
| Bieg na 1500 m                | Btissam Lakhouad     | 4:09,15    | 23. q      | DNF      | -        | NQ       | NQ      |
| Bieg na 400 m przez płotki    | Hayat Lambarki       | 58,00      | 27.        | NQ       | NQ       | NQ       | NQ      |
| Bieg na 3000 m z przeszkodami | Salima Elouali Alami | 9:39,95    | 13. Q      | —        | —        | 10:08,36 | 15.     |
| Bieg na 3000 m z przeszkodami | Bouaasayriya Kaltoum | DQ         | -          | —        | —        | NQ       | NQ      |